# Litoria mucro
Litoria mucro – gatunek płaza bezogonowego z podrodziny Pelodryadinae w rodzinie rzekotkowatych (Hylidae).

## Występowanie
Płaz ten żyje w północnej części Nowej Gwinei oraz na sąsiedniej wyspie Yapen. Miejsce typowe znajduje się w górach Torricelli na północnym wybrzeżu Papui-Nowej Gwinei, na wysokości około 550 m n.p.m. Inne stwierdzenia miały miejsce zazwyczaj poniżej 200 m n.p.m.
Okazy typowe odłowiono w niewielkim zarośniętym trawą bagnie w lesie tropikalnym.

## Rozmnażanie
Prawdopodobnie zachodzi w bagnach, w których te płazy żyją.

## Status
W Czerwonej księdze gatunków zagrożonych IUCN płaz ten od 2020 roku klasyfikowany jest jako gatunek najmniejszej troski (LC, ang. Least Concern); wcześniej, od 2004 roku uznawano go za gatunek niedostatecznie rozpoznany (DD, ang. Data Deficient).
Trend liczebności populacji nie jest znany. O ile wiadomo, że na wyspie Yapen płazy te występują obficie, trudno powiedzieć coś o populacji w miejscu typowym na Nowej Gwinei.